# نایشن
نایشن (به آلمانی: Neichen) یک شهر در آلمان است که در فولکانایفل واقع شده‌است. نایشن ۱۴۶ نفر جمعیت دارد.